# منتخب البرتغال تحت 15 سنة لكرة القدم
منتخب البرتغال تحت 15 سنة لكرة القدم (بالبرتغالية: Portugal national under-15 football team‏)، هو ممثل دولة البرتغال في بطولات كرة القدم تحت 15 سنة.